# Svenska aftonläroverket i Helsingfors
Svenska aftonläroverket i Helsingfors var ett svenskspråkigt privat läroverk verksamt åren 1947 till 1971. De första studenterna dimitterades våren 1950, de sista hösten 1971. Skolans studenter blev sammanlagt 610, elever som avlagt mellanskoleexamen vid skolan är något lägre än antalet studenter. I oktober 1971 övertogs skolan av staten och kallades därefter Kvällslinjen vid Andra svenska lyceum. Det privata läroverket arbetade som en sexklassig skola, tre klasser mellanskola och tre klasser gymnasium.

## Historia
Sommaren 1945 sonderade några pedagoger - däribland Holger Wikström, Sigurd Enegren och pastor Axel Palmgren - möjligheterna för en kvällsskola. Hösten 1945 erhölls kontakt med direktör Oskar Tiderman som åtog sig att ordna den ekonomiska sidan. Den 27 mars 1946 bildades föreningen Svenska Aftonläroverkets i Helsingfors garanter, som blev skolans ägare. Den 25 september 1947 erhölls av undervisningsministeriet rätt att inrätta ett svenskspråkigt, sexklassigt läroverk, som byggde på sexklassig folkskolekurs och som motsvarade statens sexklassiga samlyceer.
Redan i ett tidigt skede bestämde skolans ägare att skolans terminsavgifter skulle hållas på låg nivå för att möjliggöra studier även för mindre bemedlade. Skolans ekonomi var under många år dålig. Lärarnas löner kunde ibland inte utbetalas vid avtalad tidpunkt och hyran till värdskolan Läroverket för gossar och flickor (Brobergska samskolan) i vars lokaler aftonläroverket verkade - måste ofta utbetalas med fördröjning.
I oktober 1971 övertogs skolan av staten och kallades därefter Kvällslinjen vid Andra svenska lyceum, efter 1977 Kvällslinjen vid Åshöjdens gymnasium och sedan 1990 Helsingfors aftongymnasium.

## Rektorer
- 1947-1968 Holger Wikström
- 1968-1971 Jakob af Hällström[2]

## Kända alumner
- Dage Härus, företagare, författare[7]

## Publikationer om skolan
- Wingvist, Torbjörn, En historisk tillbakablick på 40 år av svensk kvällsundervisning i Helsingfors, Skolhistorisk arkiv 20 (1989)